# Lieselotte Voellner-Gallus
Lieselotte Voellner-Gallus (geb. Gallus) (* 16. April 1919 in Berlin; † 2003) war eine deutsche Ärztin und Bildhauerin.

## Leben

### Familie
Lieselotte Voellner-Gallus war mit dem Maler und Kunsterzieher Günther Voellner verheiratet.

### Werdegang
Lieselotte Voellner-Gallus immatrikulierte sich an der Universität Berlin zu einem Medizinstudium. Während ihres Studiums besuchte sie auch die Abendkurse in Bildhauerei an der Berliner Kunstakademie; dort wurde sie unter anderem von Wilhelm Tank und Otto Hitzberger unterrichtet.
Nach dem Studium praktizierte sie als Ärztin bis 1945 in Ragnit in Ostpreußen, darauf bis 1949 in Schleswig und anschließend für einige Jahre in Bad Pyrmont; später war sie dann in Eckernförde tätig. Neben ihrer beruflichen Arbeit als Ärztin schuf sie figürliche Plastiken aus Bronze, Zement, Ton, Gips und Keramik.
In ihrer künstlerischen Tätigkeit wurde sie von dem Bildhauer Kurt Lehmann und der Bildhauerin Marianne Lüdicke gefördert.
Nachdem sie 1974 ihre Eckernförder Praxis aufgegeben hatte, zog sie mit ihrem Ehemann nach Waldshut-Tiengen. Obwohl sie auch dort weiterhin als Ärztin praktizierte, fand sie mehr Zeit zur künstlerischen Arbeit.

### Ausstellungen
Lieselotte Voellner-Gallus beteiligte sich 1955, 1956, 1958, 1960, 1961 und 1965 an den Landesschauen Schleswig-Holsteinischer Künstler und an den Ausstellungen der Malerinnen und Bildhauerinnen im Kieler Landeshaus. Gemeinsam mit ihrem Ehemann und Ilse Willers stellte sie 1972 im Flensburger Kunstverein aus.
Nach ihrem Umzug nach Waldshut-Tiengen beteiligte sie sich an Ausstellungen in Bad Säckingen, mit der Gruppe Polygon in Grenzach-Wyhlen, Heilbronn, Sigmaringen und weitere.
Nach ihrem Tod wurden 2016 ihre Kleinplastiken auf einer Ausstellung in Waldshut-Tiengen im Schloss Tiengen vorgestellt.

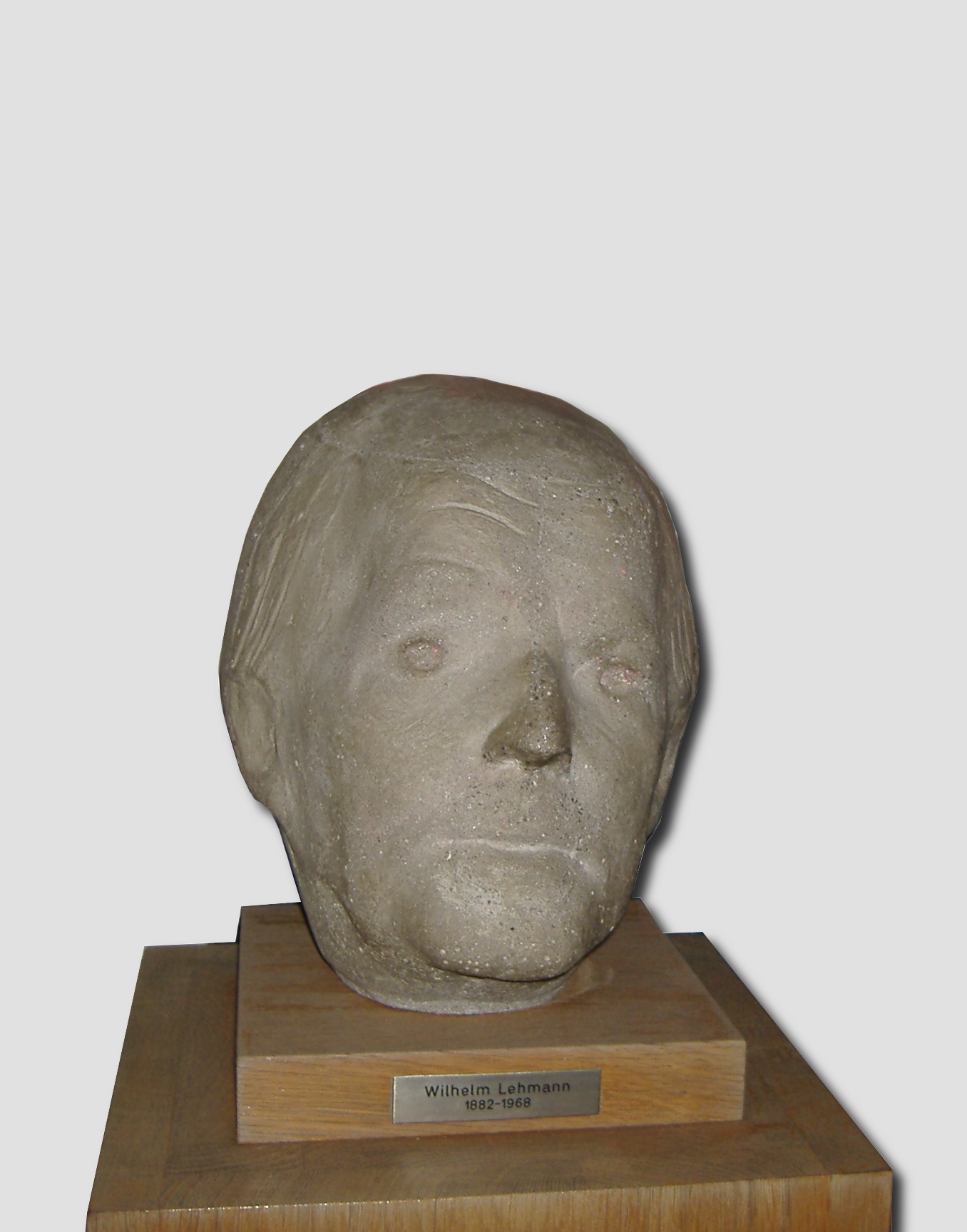
Büste von Wilhelm Lehmann

### Künstlerisches Wirken
Die Werke von Lieselotte Voellner-Gallus, die zumeist Einzelfiguren waren, besitzen eine vereinfachende Formensprache mit sensibler Gestik und schlichten Posen.

## Werke (Auswahl)
Die Plastiken von Lieselotte Voellner-Gallus befinden sich unter anderem im Schleswig-Holsteinischen Landesmuseum, Schloss Gottorf, in Schleswig und im Kultusministerium (heute Ministerium für Bildung, Wissenschaft und Kultur des Landes Schleswig-Holstein) in Kiel. Eine Bronzebüste des Schriftstellers Wilhelm Lehmann befindet sich in der Jungmannschule in Eckernförde.